# Форбс, Кэти
Кэти Форбс (англ. Cathy Forbes, была замужем как Уорик (англ. Warwick); род. 6 февраля 1968) — английская шахматистка, международный мастер среди женщин (1990), трехкратная чемпионка Великобритании по шахматам среди женщин (1987, 1988, 1994).

## Биография
Кэти Форбс три раза побеждала на чемпионатах Великобритании по шахматам среди женщин (1987, 1988, 1994). В 1990 году в Куала-Лумпуре она участвовала в межзональном турнире по шахматам, в котором вместе с Мариной Макропулу и Навой Старр поделила 13-е — 15-е место. Представляла сборную Англии на шахматных олимпиадах, в которых участвовала два раза (1988—1990).
В 1990 году была удостоена ФИДЕ звания международного мастера среди женщин (WIM).
Также известна как шахматный журналист и автор нескольких книг по шахматам.

## Изменения рейтинга
| Графики недоступны из-за технических проблем. См. информацию на Фабрикаторе и на mediawiki.org. |